# ۱۰۰۰ شکل ترس
«۱۰۰۰ شکل ترس» (به انگلیسی: 1000 Forms of Fear) ششمین آلبوم استودیویی از خواننده استرالیایی سیا است. این آلبوم در ۴ ژوئیهٔ ۲۰۱۴ توسط مانکی پازل و آرسی‌ای رکوردز به‌طور جهانی، و توسط اینرتیا رکوردز در استرالیا منتشر شد. این آلبوم که عمدتاً در سبک الکتروپاپ ساخته شده، همچنین تحت تأثیر سبک‌های رگی و هیپ هاپ نیز قرار دارد. از نظر موسیقیایی، این آلبوم بر تلاش‌های سیا برای کنار آمدن با اعتیاد به مواد مخدر و تشخیص اشتباه اختلال دوقطبی تمرکز دارد، تشخیصی که بعدها در سال ۲۰۱۹ به عنوان اختلال استرسی پس از سانحه پیچیده اصلاح شد. 
این آلبوم در چارت‌های استرالیا، کانادا، و آمریکا در رتبه اول و در چارت‌های دانمارک، فنلاند، فرانسه، نروژ و سوییس جزو ده آلبوم اول قرار گرفت.